# گدارامادا
گدارامادا (به لاتین: Gedaramada) یک منطقهٔ مسکونی در سری‌لانکا است که در استان مرکزی (سری‌لانکا) واقع شده‌است.